# خوليو نافا
خوليو نافا (بالإسبانية: Julio Nava)‏ (29 ديسمبر 1989 في المكسيك - ) هو لاعب كرة قدم مكسيكي في مركز الوسط. شارك مع منتخب المكسيك تحت 23 سنة لكرة القدم. أما مع النوادي، فقد لعب مع نادي أطلس ونادي تشياباس ونادي غوادالاخارا ونادي كيريتارو.

## وصلات خارجية
- خوليو نافا على موقع قاعدة بيانات كرة القدم.إي يو (الإنجليزية)
- خوليو نافا على موقع Soccerway.com (الإنجليزية)